# موتور جهاد (بمپور)
موتور جهاد یک منطقهٔ مسکونی در ایران است که در دهستان بمپور غربی واقع شده‌است.